# Norrmalmstorg
Norrmalmstorg (historiquement Packaretorget et aussi Fiskartorget) est une place située entre Hamngatan et Smålandsgatan à Norrmalm dans le centre de Stockholm. 
La place a reçu son nom actuel en 1853.
Elle abrite le Palais de la ville, le Svenska Lifs hus, le bâtiment de l'AME, l'hôtel Nobis et Palmhuset avec son café et le kiosque du Bureau de presse. L'un des arrêts du tramway Djurgårdslinjen se trouve sur la place. Norrmalmstorg est également une adresse prestigieuse pour de nombreuses entreprises, notamment le siège suédois de la Danske Bank.
Sur l'ancien bâtiment de la Kreditbanken, du côté est de la place, se trouve une horloge calendrier qui indique le jour de la semaine, le mois et l'année en plus de l'heure. L'horloge a été fabriquée par G.W. Linderoths urfabrik. Linderoths urfabrik et se trouvait à l'origine sur la façade au-dessus de l'usine d'horlogerie située à Drottninggatan 28, de la fin du XIXe siècle jusqu'en 1968, date à laquelle le bâtiment a été démoli. L'horloge a été réinstallée en 1975 à son emplacement actuel.

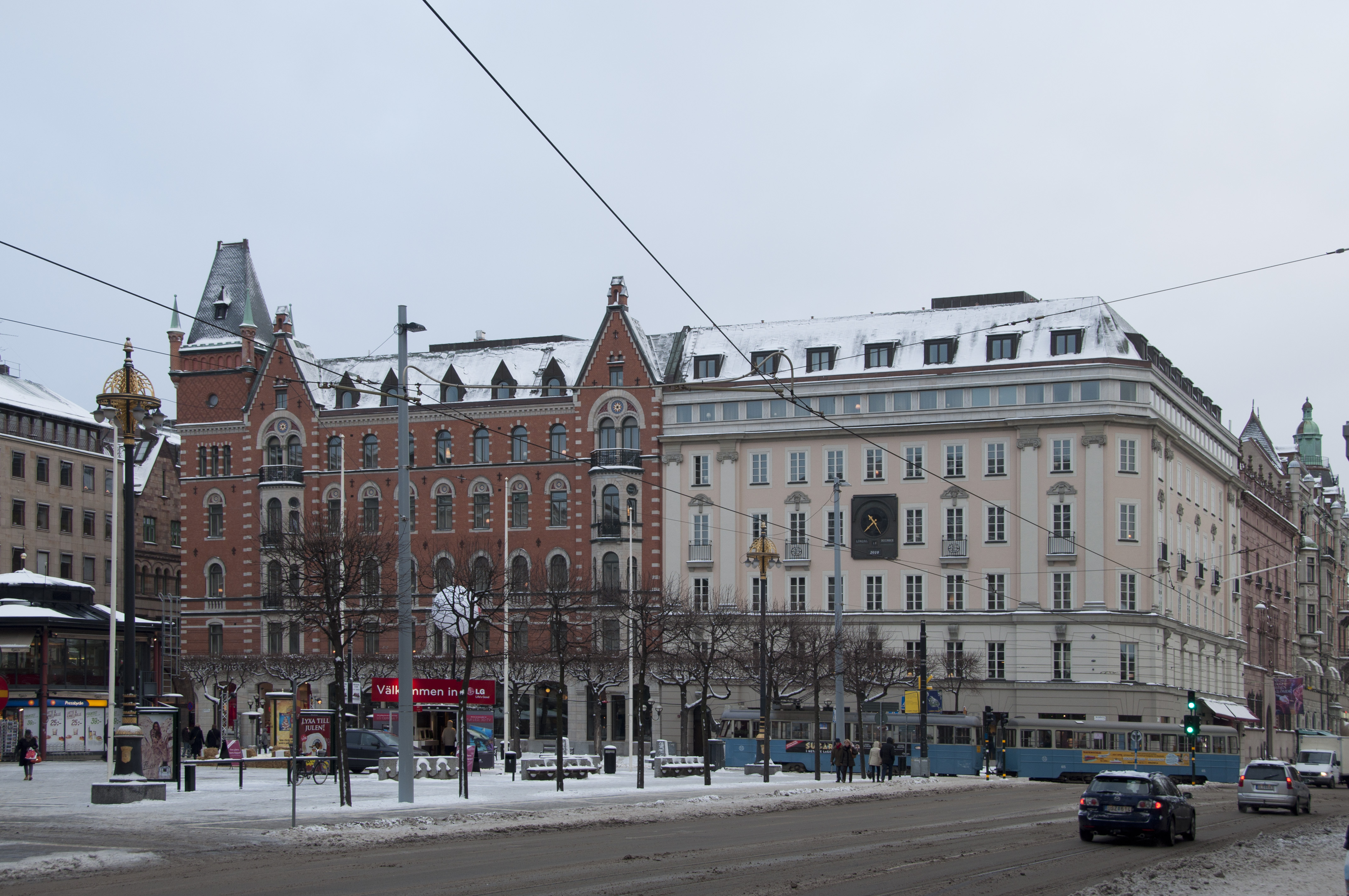
La place en 2010.

## Historique
Avant la fondation de Stockholm, il y avait dans la région un village animé appelé Ekeby. Nybroviken, qui s'étendait alors plus à l'intérieur des terres, était son port naturel en eau profonde et les habitants d'Ekeby faisaient du commerce loin à la ronde. L'emplacement exact du village n'a jamais été précisé.
Jusqu'au XIXe siècle, la place était directement adjacente à l'un des deux ports existants. La place s'appelait alors Packaretorget, d'après la maison d'un emballeur qui se trouvait ici et où tout le poisson arrivant au port était transporté pour être inspecté et réemballé. En raison de la manipulation du poisson au XVIIe siècle, la place a également été sporadiquement appelée Fiskartorget, mais comme il existait déjà une place portant ce nom, celui-ci a été abandonné à la fin du XVIIe siècle.
Avant que l'intérieur de Nybroviken ne soit comblé au XIXe siècle, la place était adjacente à l'un des deux ports mentionnés dans une lettre de privilège datant de 1642, à laquelle tous les pêcheurs qui apportaient du poisson des îles étaient renvoyés, de même que tous les habitants d'Åland et ceux des îles finlandaises.
Entre 1776 et 1810, le tapis de cuivre de Stortorget se trouvait sur le lampadaire de Packaretorget pour mettre en garde le public contre les délits. Il y avait aussi le cheval de bois, un grand cheval au dos pointu que les personnes punies devaient monter avec des poids aux pieds. C'est ici que l'on punissait les cochers de fiacre coupables d'infractions aux tarifs. Une aquarelle de Carl Jakob Mörk montre la vie sur le Packaretoget de 1807 avec le tapis de cuivre et le cheval de bois.
Avec le temps, l'embouchure de Nybroviken est devenue peu profonde et une odeur désagréable s'est répandue à partir de là. L'odeur de poisson se mêlait aux émanations des latrines et des tas d'ordures, et la collecte d'eau était populairement connue sous le nom de Katthavet (cat = collecte d'eau boueuse). Dans les années 1850, la zone engorgée a été comblée et le parc Berzelii y a été construit. Le port a été déplacé à son emplacement actuel. Dans la foulée, la place a reçu le nom de Norrmalmstorg en 1853, renouant ainsi avec le nom précédemment associé à Gustav Adolfs torg. À la fin du XIXe siècle, les quartiers autour de la place ont commencé à être construits avec de somptueuses maisons en pierre.